# Dispensa con ortaggi, funghi, selvaggina, testa di vitello e civetta
La natura morta ritraente una Dispensa con ortaggi, funghi, selvaggina, testa di vitello e civetta venne realizzata a olio su tela (139 x 164 cm) da Felice Boselli negli anni Novanta del Seicento ed è conservata presso la Galleria nazionale di Parma. 

## Storia e descrizione
Il pittore Felice Boselli ritrae in quest'opera una natura morta con ortaggi, selvaggina, una testa di vitello, alcuni funghi e una civetta. Nel dipinto l'autore riprende il genere della natura morta, quel tipo di rappresentazione artistica che ha avuto il suo massimo sviluppo nel Seicento in Olanda, creando un'illusione ben riuscita, tutta giocata sulla differenza tra sembianza e realtà. Infatti, come molti critici hanno sottolineato, nella tela sono presenti elementi iconografici con una tradizione simbolica lunga e stratificata.
Nel corso della storia critica di questa tela, quindi, gli studiosi si sono chiesti cosa Boselli volesse suggerire all'osservatore attraverso questi simboli. Da una parte si è pensato che l'abbondanza rappresentata nel dipinto volesse suggerire ricchezza e fasto, in linea con la tradizione grottesca del Carnevale e del Paese della Cuccagna (rappresentata, per esempio, in opere come il Gargantua di Rabelais o il Morgante di Luigi Pulci).  
Secondo altri, invece la chiave di lettura è opposta, molto più vicino ad una dimensione elegante e raffinata. Boselli, infatti, si rivolgeva ad una committenza aristocratica e colta, costituita per esempio dalle famiglie Trotti e Arese a Milano, dai Sanvitale e dai Meli Lupi di Soragna. Per questo motivo, come sostengono questi studiosi, se si vuole cercare un significato, una "chiave interpretativa" attraverso la quale leggere il dipinto, questa dovrebbe essere un richiamo alla moderazione e alla frugalità. A sostegno di questa ipotesi sarebbe la presenza di alcuni elementi iconografici. La civetta in alto a sinistra, per esempio, è attributo della sapienza di Minerva, ed è tradizionalmente noto come un animale dotato di uno sguardo chiaroveggente. Nel mito classico, inoltre, è la civetta che denuncia la golosità di Persefone che, assaggiando il melograno si era condannato a rimanere nell'Ade per l'eternità. L'invito alla frugalità e ad una vita semplice, inoltre, era ben radicato nella tradizione letteraria classica, in autori come Virgilio e Orazio, certo più cari ad un pubblico aristocratico e quindi di educazione umanista. 
La struttura dell'opera, a composizione piramidale, ha portato gli studiosi a pensare che il dipinto potrebbe essere collocato attorno agli anni Novanta del Seicento, dal momento che più tardi, con la piena maturità dell'artista, le sue opere si fanno più complesse, articolate e ridondanti.  
Quest'opera e una seconda dello stesso Boselli (la Dispensa con selvaggina, punta di formaggio, limoni, gatto, colomba e porcellino d'India), furono acquistati dalla Galleria nel 1883 dalla collezione dei fratelli Giovanni e Orlando Rossi.